# Mike Rucinski (Eishockeyspieler, 1975)
Michael Jason „Mike“ Rucinski (* 30. März 1975 in Trenton, Michigan) ist ein ehemaliger US-amerikanischer Eishockeyspieler, der im Verlauf seiner aktiven Karriere zwischen 1992 und 2002 hauptsächlich in der American Hockey League (AHL) und International Hockey League (IHL) auf der Position des Verteidigers gespielt hat. Zudem absolvierte Rucinski insgesamt 26 Partien für die Carolina Hurricanes in der National Hockey League (NHL).

## Karriere
Rucinski verbrachte seine Juniorenzeit zwischen 1992 und 1996 bei den Detroit Junior Red Wings bzw. Detroit Whalers in der kanadischen Juniorenliga Ontario Hockey League (OHL). Über den Zeitraum der vier Jahre absolvierte der Verteidiger insgesamt 311 OHL-Partien, in denen ihm 132 Scorerpunkte gelangen. Mit den Junior Red Wings konnte er am Ende der Saison 1994/95 den J. Ross Robertson Cup gewinnen. Zudem wurde er im selben Jahr im NHL Entry Draft 1995 in der neunten Runde an 217. Position von den Hartford Whalers aus der National Hockey League (NHL) ausgewählt. Infolge des Drafts verblieb er jedoch noch eine Spielzeit in der OHL.
Zum Spieljahr 1996/97 wechselte der Abwehrspieler in die Organisation der Hartford Whalers, kam im Saisonverlauf aber ausschließlich für deren Farmteams, die Richmond Renegades in der East Coast Hockey League (ECHL) und Springfield Falcons in der American Hockey League (AHL), zu Einsätzen. Da die Hartford Whalers im Sommer 1997 umgesiedelt und in Carolina Hurricanes umbenannt wurden, gingen die Transferrechte Rucinskis an die Hurricanes über. In den folgenden beiden Spielzeiten kam er hauptsächlich bei deren Kooperationspartner, den Beast of New Haven, zu Einsatzminuten. Allerdings absolvierte er auch 24 Spiele für Carolina in der NHL. Anschließend wurde er über zwei Jahre bei den Cincinnati Cyclones in der International Hockey League eingesetzt und stand währenddessen auch weitere zweimal für die Hurricanes auf dem Eis.
Nachdem der Defensivakteur die Saison 2001/02 bei Carolinas neuem AHL-Farmteam Lowell Lock Monsters verbracht hatte, wurde er im März 2002 im Tausch für Ted Drury an die New Jersey Devils abgegeben. Im restlichen Verlauf der Spielzeit bestritt er 19 Partien für deren Kooperationspartner Albany River Rats in der AHL, ehe der 27-Jährige im Anschluss an das Spieljahr vorzeitig beendete.

### International
Für sein Heimatland nahm Rucinski mit der US-amerikanischen Nationalmannschaft im November 1998 am Qualifikationsturnier für die Weltmeisterschaft 1999 teil. Dort gelang ihm mit der Mannschaft die erfolgreiche Qualifikation für die Weltmeisterschaft im folgenden Frühjahr. In drei Turnierspielen steuerte der Verteidiger einen Treffer sowie eine Vorlage bei. 

## Erfolge und Auszeichnungen
- 1995 J.-Ross-Robertson-Cup-Gewinn mit den Detroit Junior Red Wings

## Karrierestatistik

### International
Vertrat die USA bei:
- Qualifikationsturnier für die Weltmeisterschaft 1999

(Legende zur Spielerstatistik: Sp oder GP = absolvierte Spiele; T oder G = erzielte Tore; V oder A = erzielte Assists; Pkt oder Pts = erzielte Scorerpunkte; SM oder PIM = erhaltene Strafminuten; +/− = Plus/Minus-Bilanz; PP = erzielte Überzahltore; SH = erzielte Unterzahltore; GW = erzielte Siegtore; 1 Play-downs/Relegation; Kursiv: Statistik nicht vollständig)